# Sara Reyes

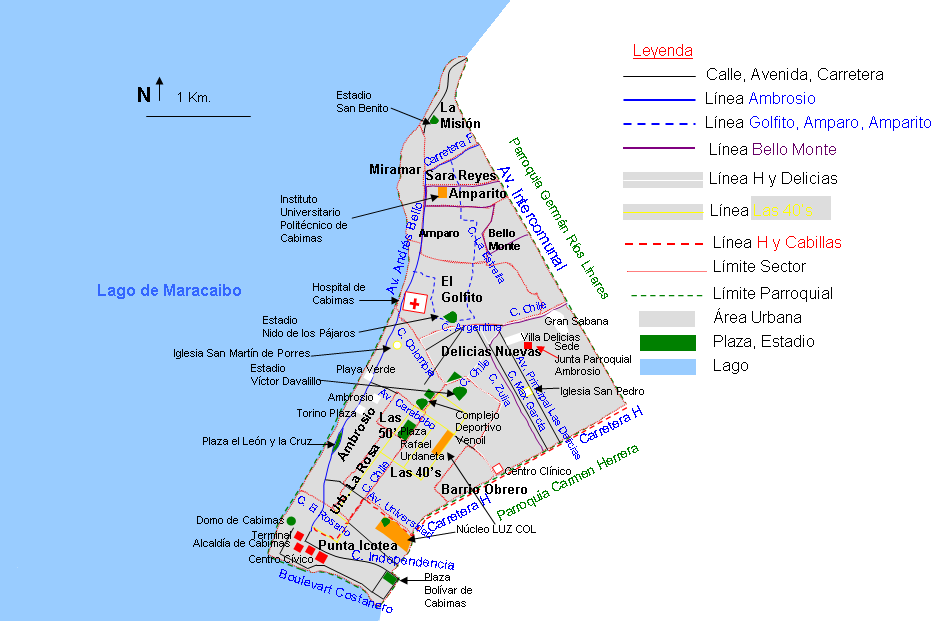
Parroquia Ambrosio

## Descripción
Sara Reyes es uno de los sectores que conforman la parroquia Ambrosio de la ciudad de Cabimas en el estado Zulia en Venezuela. 
A menudo, es confundido como parte del sector Amparito, tanto por foráneos como por algunos habitantes del mismo sector.

## Historia
Según testimonios de algunos habitantes fundadores de la comunidad, el sector formaba parte de un área utilizada como instalaciones industriales de las empresas petroleras existentes en la zona a mediados del siglo XX. Supuestamente, los terrenos constituían una propiedad privada perteneciente a una dama llamada Sara Reyes; quien los donó, motivando la determinación del nombre del sector. Luego, esta área fue parcelada y adjudicada principalmente a persones cercanas al sitio con necesitadas de vivienda.

## Ubicación
Se encuentra ubicada en la zona norte de la ciudad de Cabimas. Colinda hacia el norte con la Carretera F y Sector La Misión Cabimas; hacia el sur con la Calla Padre Olivares y el Sector Amparito; hacia el este con la Av. Intercomunal y el Sector Francisco de Miranda; hacia el oeste con la Av. Andrés Bello y el Sector Miramar. Coordenadas 10°25′24″N 71°27′48″O / 10.42333, -71.46333.

## Comercio
El sector cuenta con algunos establecimientos comerciales privados; principalmente hacia la Carretera F y la Av. Intercomunal, tales como: farmacia, ferretería, servicios automotores, estación de servicio de combustible, entre otros.
Adicionalmente, por ubicarse adyacente al IUTC (Instituto Universitario de Tecnología de Cabimas) del Sector Amparito, existen algunas residencias estudiantiles para albergar a los estudiantes que provienen de otras regiones; lo cual representa una base de sustento económico para algunos habitantes del sector.

## Urbanismo
Cuenta con algunos servicios propios de un desarrollo urbano como: energía eléctrica, red vial arterial, sistemas de transporte urbano, agua potable, gas, cloacas y drenajes urbanos. Sin embargo, algunos de estos han colapsado con el tiempo —como por ejemplo las cloacas y drenajes urbanos—, situación característica de las áreas de desarrollo urbano no controlado.
Por otra parte, en el Sector Sara Reyes, al igual que en otros sectores aledaños, se pueden observar algunas deficiencias de áreas de equipamientos básicos de servicios comunales, tales como: educativos, culturales, deportivos, recreacionales y religiosos. Cuenta con la cercanía de una institución universitaria, sin embargo  no cuenta con instituciones educativas de niveles inferiores lo más cercanas posibles.